# Rihla

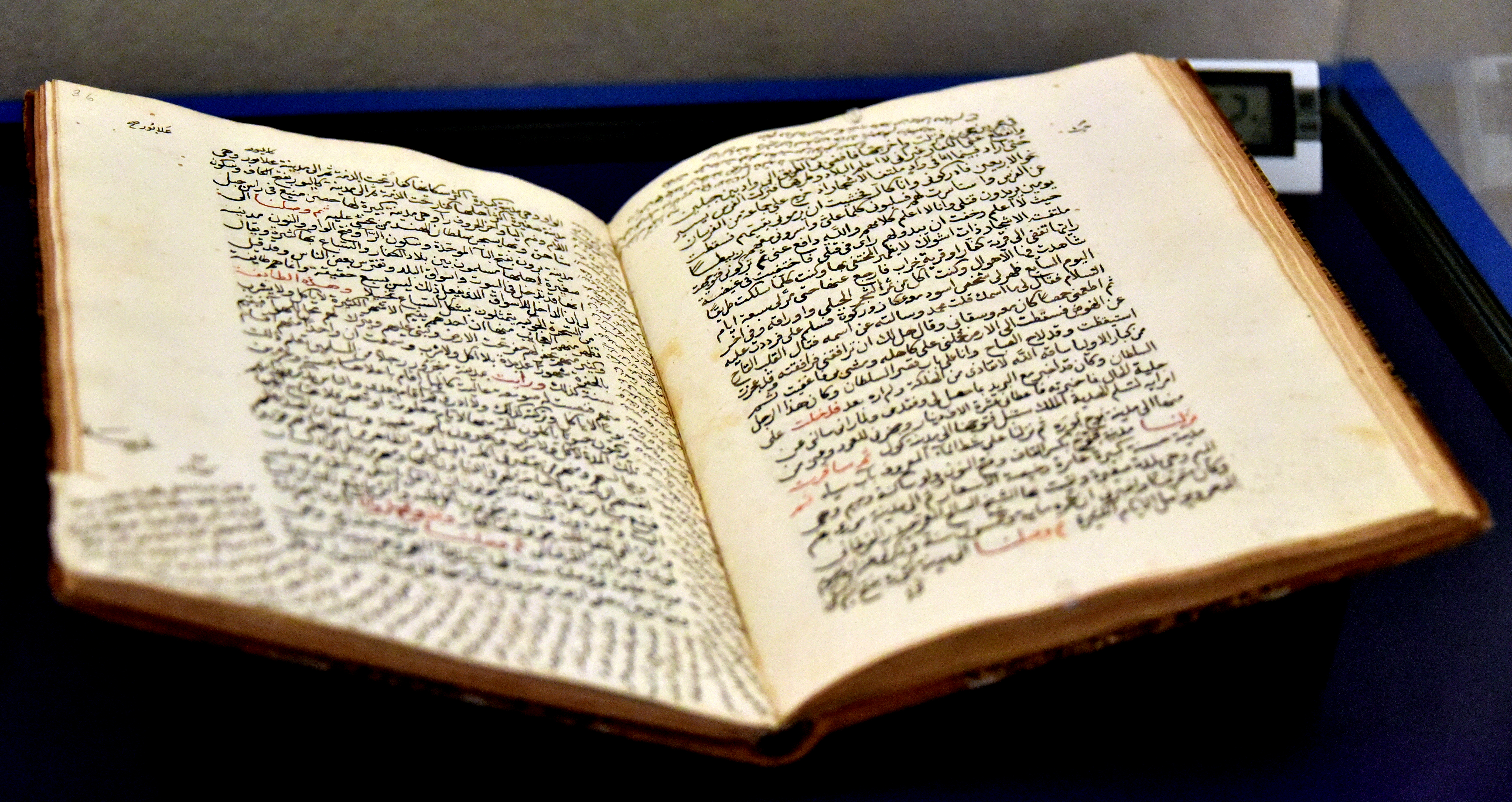
Copia histórica de partes seleccionadas del Informe de viaje de Ibn Battuta, 1836 d. C.

La riḥla (en árabe, رحلة) es un género literario clásico de la literatura en lengua árabe que consiste en el relato de un viaje. La palabra rihla, que propiamente significa «viaje por etapas», designa tanto el viaje como la posterior crónica del mismo.
El género aparece en el siglo XII en el occidente del mundo islámico: el Magreb y Al-Ándalus. Sus creadores son personas que viajan hacia Oriente por diversas razones y que, al volver, dado lo largo y accidentado de este tipo de viajes, dejan plasmadas sus vivencias y observaciones en una crónica, para disfrute e instrucción de sus conciudadanos o de alguna autoridad local. Las razones más frecuentes de los viajes eran el hajj o peregrinación ritual a La Meca, los viajes de estudios a alguno de los grandes centros de saber del oriente musulmán (en El Cairo, Bagdad o Damasco, principalmente), el comercio a larga distancia o la simple ansia de aventuras, que lleva a los viajeros más al Este, a Persia, Jorasán, India y China, o también hacia el Cáucaso y Rusia.
Los viajeros más conocidos son:
- Abu Hamid al-Garnati, granadino, como indica su nombre (1080-1169). Recorrió el norte de África, Siria, Irak, Persia, Transoxiana y el sur y centro de Rusia. Su crónica se titula Tuhfat al-albab («Regalo de los corazones») y es la principal representante de la cosmografía popular de la época.
- Ibn Yubayr, valenciano de Játiva (1145-1217), escribió una rihla que tiene gran importancia debido tanto a sus datos etnográficos o históricos como a su calidad literaria. Realizó tres viajes a oriente: en el primero (1183-1185) llega a La Meca pasando por Egipto y visita también Siria, Irak, Palestina y Sicilia; volvió a oriente tras la toma de Jerusalén por Saladino, en un viaje que duró también dos años. Bastante tiempo después, en 1217, emprende un tercer viaje, con destino La Meca, pero fallece en Alejandría.

- Ibn Battuta es el viajero más célebre, así como su rihla. Tangerino (1304-c. 1368), emprendió viaje en junio de 1325 con intención de realizar la peregrinación a La Meca. Llegó a la ciudad santa tras recorrer todo el norte de África, Egipto, Palestina y Siria, y de ahí volvió a ponerse en marcha recorriendo de nuevo el Irak, Juzistán, Kurdistán, Tabriz y Fars. Volvió a La Meca y residió en ella por espacio de tres años, para visitar luego el sur de Arabia, regresar a La Meca, emprender viaje a Egipto, Siria, la península de Anatolia, Rusia del sur y finalmente Constantinopla. Tras una estancia en la ciudad bizantina recorre los territorios de la Horda de Oro, dirigiéndose hacia el Este hasta llegar al valle del Indo en septiembre de 1333. Residió en la India y en Maldivas diez años y luego siguió viaje a oriente: Ceilán, Bengala, China... hacia 1347 emprende el camino de regreso y llega a Fez en noviembre de 1349. Hará otros dos viajes: uno a Al-Ándalus y otro hacia el Níger.

La rihla de origen magrebí o andalusí se enmarca, por otro lado, dentro de una amplia corriente viajera árabe oriental, que da sus correspondientes frutos literarios. El califato abbasí hizo un gran esfuerzo por comunicar distintas regiones del imperio, desarrollando entre otras cosas un sofisticado sistema de correos. Este desarrollo de las comunicaciones llevó aparejado un interés por la geografía descriptiva y, por tanto, por las exploraciones. A ello hay que añadir el desarrollo del comercio.
Se conserva una rihla escrita en castellano por un musulmán de Ávila, Omar Patún, a finales del siglo XV.